# Emanuel Šafranko
Emanuel Šafranko, též Emánuel Safrankó (5. ledna nebo 5. června 1890 Pidhorjany nebo Mukačevo – 19. července 1965 Budapešť), byl československý politik, meziválečný poslanec Národního shromáždění za Komunistickou stranu Československa, po druhé světové válce politik a diplomat Maďarska.

## Biografie
Narodil se 5. ledna 1890 v Pidhorjanech (předměstí Mukačeva), nebo podle jiného zdroje 5. června 1890 v Mukačevu. Jeho otec byl mlynářem. Emanuel vystudoval šest tříd školy a vyučil se též na mlynáře. Pracoval v rodném regionu jako mlynář. Později pracoval v Budapešti a roku 1908 zde vstoupil do Maďarské sociálně demokratické strany (MSZDP). Za první světové války bojoval v armádě. Od roku 1919 byl členem Maďarské komunistické strany (MKP). Během Maďarské republiky rad zastával funkce v lokálním vedení tohoto režimu v Kecskemétu. Po pádu republiky rad emigroval do Československa a v roce 1921 patřil mezi zakládající členy KSČ. V letech 1924–1929 byl členem Ústředního výboru Komunistické strany Československa. Pracoval jako tajemník strany na Slovensku. Podle údajů k roku 1927 byl profesí mlynářským dělníkem ve Zvolenu.
Po doplňovacích parlamentních volbách na Podkarpatské Rusi v roce 1924 se stal poslancem Národního shromáždění za Podkarpatskou Rus. Mandát obhájil v parlamentních volbách v roce 1925. Nyní již ale coby poslanec zvolený na Slovensku. I poslanecký slib skládal ve slovenštině. Během svého působení v Československu byl několikrát vězněn pro své politické aktivity.
Koncem roku 1929, podle jiného zdroje v roce 1930 (po propuštění z vězení), se přestěhoval do Sovětského svazu. Vystudoval stranickou školu v Charkově v roce 1932 a v letech 1934–1938 studoval v Moskvě ekonomii a politickou vědu. Pak působil jako pedagog. Za druhé světové války se na Uralu podílel na zakládání československých jednotek v SSSR.
V roce 1945 se vrátil do Maďarska. Na jaře 1945 se stal tajemníkem Maďarské komunistické strany v Kecskemétu. Od června 1945 byl členem Pozatímního Maďarského Národního shromáždění za Kecskemét. Od květnové konference strany roku 1946 byl v jejím vedení. Pak působil v maďarské diplomacii. V roce 1947 byl na velvyslanectví v Sofii, od roku 1950 v Pekingu, od roku 1954 do odchodu na penzi v roce 1957 pak v Berlíně.